# Pseuderanthemum
Genre
Classification APG III (2009)
Pseuderanthemum est un genre de plantes à fleurs de la famille des Acanthaceae. Il regroupe 176 espèces des régions tropicales et tempérées de l'Ancien et du Nouveau Monde.
Ce sont des plantes herbacées ou des buissons à feuilles ovales, à fleurs blanches, roses ou pourpre à calice soudé à 4 à 5 dents, à longue corolle tubaire étroite terminée par 5 lobes parfois inégaux, à 2 étamines. Le fruit est une longue capsule.

## Liste d'espèces
Selon Catalogue of Life (10 janvier 2018) :
- Pseuderanthemum acuminatissimum (Miq.) Benoist
- Pseuderanthemum alatum (Nees) Radlkofer
- Pseuderanthemum album (Roxb.) Merrill
- Pseuderanthemum angustifolium Ridl.
- Pseuderanthemum armitii S. Moore
- Pseuderanthemum aubertii Benoist
- Pseuderanthemum bibracteatum Fosberg
- Pseuderanthemum bicolor (Sims) Radlk.
- Pseuderanthemum bracteatum Imlay
- Pseuderanthemum bradtkei S. Moore
- Pseuderanthemum breviflos (C. B. Cl.) Ridl.
- Pseuderanthemum campylosiphon Mildbr.
- Pseuderanthemum candidum (Ridl.) Ridl.
- Pseuderanthemum carruthersii (Seem.) Guill.
- Pseuderanthemum caudifolium (C. B. Cl.) Ridl.
- Pseuderanthemum chaponense Leonard
- Pseuderanthemum chilianthium Leonard
- Pseuderanthemum chocoense Leonard
- Pseuderanthemum cladodes Leonard
- Pseuderanthemum comptonii S. Moore
- Pseuderanthemum confertum S. Moore
- Pseuderanthemum confusum Merrill
- Pseuderanthemum congestum (S. Moore) Wassh.
- Pseuderanthemum couderci Benoist
- Pseuderanthemum crenulatum (Lindl.) Radlk.
- Pseuderanthemum ctenospermum Leonard
- Pseuderanthemum curtatum (C. B. Cl.) Merrill
- Pseuderanthemum cuspidatum (Nees) Radlk.
- Pseuderanthemum dawei Turrill
- Pseuderanthemum depauperatum Merrill
- Pseuderanthemum detruncatum (Nees ex Mart.) Radlk.
- Pseuderanthemum diachylum Leonard
- Pseuderanthemum dispermum Milne-Redh.
- Pseuderanthemum eberhardtii Benoist
- Pseuderanthemum ellipticum Turrill
- Pseuderanthemum exaequatum (Nees) Radlk.
- Pseuderanthemum fasciculatum (Oerst.) Leonard
- Pseuderanthemum floribundum T.F. Daniel
- Pseuderanthemum fruticosum (Elmer) Merrill
- Pseuderanthemum galbanum Leonard
- Pseuderanthemum glomeratum Imlay
- Pseuderanthemum graciliflorum (Nees) Ridl.
- Pseuderanthemum guerrerense Cruz Durán & S.Valencia
- Pseuderanthemum haikangense C.Y. Wu & H.S. Lo
- Pseuderanthemum heterophyllum (Nees) Radlk.
- Pseuderanthemum hildebrandtii Lindau
- Pseuderanthemum hirtipistillum Ridl.
- Pseuderanthemum hispidulum (Nees) Radlk.
- Pseuderanthemum hookerianum (Nees) V.M. Baum
- Pseuderanthemum hooveri D.C. Wassh.
- Pseuderanthemum huegelii K. Schum.
- Pseuderanthemum hylophilum Leonard
- Pseuderanthemum idroboi Leonard
- Pseuderanthemum incisum Benoist
- Pseuderanthemum inclusum Hosokawa
- Pseuderanthemum interruptum (Kunth) V.M. Baum
- Pseuderanthemum katangense Champl.
- Pseuderanthemum kingii (C. B. Cl.) Ridl.
- Pseuderanthemum lanceolatum (Ruiz & Pav.) D.C. Wassh.
- Pseuderanthemum lanceum (Nees) Radlk.
- Pseuderanthemum lapathifolium (Vahl) B. Hansen
- Pseuderanthemum latifolium (Vahl) B. Hansen
- Pseuderanthemum laxiflorum (A. Gray) Hubbard ex L. H. Bailey
- Pseuderanthemum leiophyllum Leonard
- Pseuderanthemum leptanthum (C. B. Cl.) Lindau
- Pseuderanthemum leptorhachis Lindau
- Pseuderanthemum leptostachys Leonard
- Pseuderanthemum leptostachyum (Nees) Radlk.
- Pseuderanthemum liesneri T.F.Daniel
- Pseuderanthemum lilacinum Stapf
- Pseuderanthemum longifolium (Seem.) Guillaumin
- Pseuderanthemum longistylum Imlay
- Pseuderanthemum ludovicianum (Büttn.) Lindau
- Pseuderanthemum macgregorii Lindau
- Pseuderanthemum macrophyllum (Nees) Radlk.
- Pseuderanthemum maculatum (Lodd.) I.M.Turner
- Pseuderanthemum maguirei Leonard
- Pseuderanthemum malabaricum Gamble
- Pseuderanthemum metallicum Hallier
- Pseuderanthemum micranthum Leonard
- Pseuderanthemum minutiflorum (Elmer) Merrill
- Pseuderanthemum modestum (Nees) Radlk.
- Pseuderanthemum muelleri-fernandi Lindau
- Pseuderanthemum orientalis D.C. Wassh.
- Pseuderanthemum palauense F.R. Fosberg & M.-H. Sachet
- Pseuderanthemum paniculatum (BI.) Bremek.
- Pseuderanthemum parishii (C. B. Cl.) Lindau
- Pseuderanthemum pelagicum (Seem.) P.S. Green
- Pseuderanthemum pihuamoense T.F. Daniel
- Pseuderanthemum pittieri Leonard
- Pseuderanthemum poilanei Benoist
- Pseuderanthemum polyanthum (C. B. Cl.) Merrill
- Pseuderanthemum potamophilum Leonard
- Pseuderanthemum praecox (Benth.) Leonard
- Pseuderanthemum pseudovelutinum Guillaumin
- Pseuderanthemum pubescens Choopan & Grote
- Pseuderanthemum pumilum Lindau
- Pseuderanthemum repandum (G. Forster) Guillaumin
- Pseuderanthemum reticulatum (Hort. ex Hook. fil.) Radlk.
- Pseuderanthemum riedelianum (Nees) Radlk.
- Pseuderanthemum selangorense (C. B. Cl.) Ridl.
- Pseuderanthemum shweliense (W. W. Sm.) C.Y.Wu & C.C.Hu
- Pseuderanthemum siamense Imlay
- Pseuderanthemum sneidernii Leonard
- Pseuderanthemum sorongense Bremek.
- Pseuderanthemum standleyi Leonard
- Pseuderanthemum stenosiphon Leonard
- Pseuderanthemum stenostachyum (Leonard) V.M. Baum
- Pseuderanthemum subauriculatum Mildbr.
- Pseuderanthemum subviscosum (C. B. Cl.) Stapf
- Pseuderanthemum sumatrense (Ridl.) Merrill
- Pseuderanthemum sylvestre Ridl.
- Pseuderanthemum tenellum (Benth.) Radlk.
- Pseuderanthemum teysmannii (Anders.) Ridl.
- Pseuderanthemum thelothrix Leonard
- Pseuderanthemum tomentellum Bremek.
- Pseuderanthemum tonkinense Benoist
- Pseuderanthemum tunicatum (Afzel.) Milne-Redh.
- Pseuderanthemum usambarensis Vollesen
- Pseuderanthemum variabile (R. Br.) Radlk.
- Pseuderanthemum verapazense Donn. Smith
- Pseuderanthemum verbenaceum (Nees & Mart.) Radlk.
- Pseuderanthemum viriduliflorum Bremek.
- Pseuderanthemum weberbaueri Mildbr.

## Espèces aux noms synonymes, obsolètes et leurs taxons de référence
Selon "The Plant List" 16 septembre 2012
- Pseuderanthemum adenocalix Lindau = Pseuderanthemum verapazense Donn. Sm. , (1909)
- Pseuderanthemum adenocarpum (S.F. Blake) S.F. Blake = Pseuderanthemum verapazense Donn. Sm. , (1909)
- Pseuderanthemum atropurpureum (W.Bull) Radlk. = Pseuderanthemum carruthersii (Seem.) Guillaumin , (1948)
- Pseuderanthemum atropurpureum (W. Bull) L.H. Bailey = Pseuderanthemum carruthersii (Seem.) Guillaumin , (1948)
- Pseuderanthemum bolivianum Britton ex Rusby = Pseuderanthemum congestum (S. Moore) Wassh. , (1998)
- Pseuderanthemum carruthersii var. atropurpureum (W. Bull) Fosberg = Pseuderanthemum carruthersii (Seem.) Guillaumin , (1948)
- Pseuderanthemum connatum Lindau = Rhinacanthus nasutus (L.) Kurz., (1870)
- Pseuderanthemum cuspidatum (Nees) V.M. Baum Pseuderanthemum cuspidatum (Nees) Radlk. , (1883 publ. 1884)
- Pseuderanthemum haughtii Leonard Pseuderanthemum cuspidatum (Nees) Radlk. , (1883 publ. 1884)
- Pseuderanthemum hypocrateriforme (Vahl) Radlk. = Ruspolia hypocrateriformis (Vahl) Milne-Redh. , (1936)
- Pseuderanthemum nanum Standl. = Stenandrium nanum (Standl.) T.F. Daniel , (1984)
- Pseuderanthemum nigritanum R = Pseuderanthemum tunicatum (Afzel.) Milne-Redh. 	, (1936)
- Pseuderanthemum poecilanthum Leonard = Pulchranthus adenostachyus (Lindau) V.M. Baum, Reveal & Nowicke , (1983)
- Pseuderanthemum pulchellum (Andrews) Merr. = Eranthemum pulchellum Andrews , (1800)
- Pseuderanthemum reticulatum Radlk. = Pseuderanthemum carruthersii (Seem.) Guillaumin , (1948)
- Pseuderanthemum roseum Radlk. = Streblacanthus roseus (Radlk.) B.L. Burtt. , (1997)
- Pseuderanthemum tapingense (W.W. Sm.) C.Y.Hu & H.S. Lo = Eranthemum tapingense W.W.Sm. , (1918)
- Pseuderanthemum tetrasepalum (S.F. Blake) S.F. Blake = Justicia breviflora (Nees) Rusby, (1900)

## Espèces aux statuts non encore décidés
Selon "The Plant List" 16 septembre 2012
- Pseuderanthemum acuminatissimum (Miq.) Benoist
- Pseuderanthemum acuminatissimum (Miq.) Radlk.
- Pseuderanthemum acuminatum Radlk.
- Pseuderanthemum affine K.Schum.
- Pseuderanthemum albiflorum Radlk.
- Pseuderanthemum album Merr.
- Pseuderanthemum album Radlk.
- Pseuderanthemum andersonii Lindau
- Pseuderanthemum angustifolium Ridl.
- Pseuderanthemum armitii S.Moore
- Pseuderanthemum asperum Radlk.
- Pseuderanthemum aubertii Benoist
- Pseuderanthemum axillare Leonard
- Pseuderanthemum axillare J.B.Imlay
- Pseuderanthemum bibracteatum Fosberg
- Pseuderanthemum biceps Lindau
- Pseuderanthemum bicolor Radlk.
- Pseuderanthemum blumei Radlk.
- Pseuderanthemum bracteatum J.B.Imlay
- Pseuderanthemum bradtkei S.Moore
- Pseuderanthemum breviflos Ridl.
- Pseuderanthemum campylosiphon Mildbr.
- Pseuderanthemum candidum Ridl.
- Pseuderanthemum caudifolium Ridl.
- Pseuderanthemum chaponense Leonard
- Pseuderanthemum chilianthium Leonard
- Pseuderanthemum chocoense Leonard
- Pseuderanthemum cinnabarinum Radlk.
- Pseuderanthemum cladodes Leonard
- Pseuderanthemum comptonii S.Moore
- Pseuderanthemum confertum S.Moore
- Pseuderanthemum confusum Merr.
- Pseuderanthemum cooperi Radlk.
- Pseuderanthemum corcovadense Lindau
- Pseuderanthemum coudercii Benoist
- Pseuderanthemum crenulatum Radlk.
- Pseuderanthemum ctenospermum Leonard
- Pseuderanthemum cuatrecasasii Leonard
- Pseuderanthemum curtatum Merr.
- Pseuderanthemum dawei Turrill
- Pseuderanthemum decurrens Radlk.
- Pseuderanthemum depauperatum Merr.
- Pseuderanthemum dermatophyllum Leonard
- Pseuderanthemum diachylum Leonard
- Pseuderanthemum dichotomum Lindau
- Pseuderanthemum dispermum Milne-Redh.
- Pseuderanthemum diversifolium Radlk.
- Pseuderanthemum eberhardtii Benoist
- Pseuderanthemum eldorado Radlk.
- Pseuderanthemum ellipticum Turrill
- Pseuderanthemum ewanii Leonard
- Pseuderanthemum exaequatum Radlk.
- Pseuderanthemum faecundum Radlk.
- Pseuderanthemum floribundum T.F.Daniel
- Pseuderanthemum fruticosum Merr.
- Pseuderanthemum galbanum Leonard
- Pseuderanthemum glomeratum J.B.Imlay
- Pseuderanthemum graciliflorum Ridl.
- Pseuderanthemum grandiflorum Domin
- Pseuderanthemum haenckeanum Radlk.
- Pseuderanthemum haikangense C.Y.Wu & H.S.Lo
- Pseuderanthemum hildebrandtii Lindau
- Pseuderanthemum hirtipistillum Ridl.
- Pseuderanthemum huegelii K.Schum.
- Pseuderanthemum hylophilum Leonard
- Pseuderanthemum idroboi Leonard
- Pseuderanthemum igneum (Linden) Stapf
- Pseuderanthemum incisum Benoist
- Pseuderanthemum inclusum Hosok.
- Pseuderanthemum indicum A.M.Cowan & Cowan
- Pseuderanthemum jaluitense Lindau
- Pseuderanthemum katangense Champl.
- Pseuderanthemum kewense L.H.Bailey
- Pseuderanthemum kingii Ridl.
- Pseuderanthemum lanceum Radlk.
- Pseuderanthemum lapathifolium (Vahl) B.Hansen
- Pseuderanthemum latifolium (Vahl) B.Hansen
- Pseuderanthemum leiophyllum Leonard
- Pseuderanthemum leptanthus Lindau
- Pseuderanthemum leptorhalhis Lindau
- Pseuderanthemum leptostachys Leonard
- Pseuderanthemum leptostachyum Radlk.
- Pseuderanthemum liesneri T.F.Daniel
- Pseuderanthemum lilacinum Stapf
- Pseuderanthemum lindavianum De Wild. & T.Durand
- Pseuderanthemum longistylum J.B.Imlay
- Pseuderanthemum loyaltyense Guillaumin
- Pseuderanthemum macgregorii Lindau
- Pseuderanthemum macrophyllum Radlk.
- Pseuderanthemum majus (Baill.) Guillaumin
- Pseuderanthemum malabaricum Gamble
- Pseuderanthemum metallicum Hallier
- Pseuderanthemum micranthum Leonard
- Pseuderanthemum microcarpum Domin
- Pseuderanthemum minutiflorum Merr.
- Pseuderanthemum modestum Radlk.
- Pseuderanthemum moorei Radlk.
- Pseuderanthemum muelleri-fernandii Lindau
- Pseuderanthemum pacificum Lindau
- Pseuderanthemum palauense Fosberg & Sachet
- Pseuderanthemum parishii Lindau
- Pseuderanthemum parviflorum Ridl.
- Pseuderanthemum pelagicum (Seem.) P.S.Green
- Pseuderanthemum pennellii Leonard
- Pseuderanthemum pihuamoense T.F.Daniel
- Pseuderanthemum poilanei Benoist
- Pseuderanthemum polyanthum (C.B.Clarke) Merr.
- Pseuderanthemum pseudovelutinum Guillaumin
- Pseuderanthemum pumilum Lindau
- Pseuderanthemum racemosum Radlk.
- Pseuderanthemum repandum subsp. tuberculatum (Hook.) Heine
- Pseuderanthemum richelianum Radlk.
- Pseuderanthemum selangorense Ridl.
- Pseuderanthemum senense Radlk.
- Pseuderanthemum seticalyx Stapf
- Pseuderanthemum shweliense (W.W.Sm.) C.Y.Wu & C.C.Hu
- Pseuderanthemum siamense J.B.Imlay
- Pseuderanthemum sneidernii Leonard
- Pseuderanthemum sorongense Bremek.
- Pseuderanthemum stenosiphon Leonard
- Pseuderanthemum succifolium Radlk.
- Pseuderanthemum sumatrense (Ridl.) Merr.
- Pseuderanthemum sylvestre Ridl.
- Pseuderanthemum teijsmannii (T.Anderson) Stapf
- Pseuderanthemum tenellum Domin
- Pseuderanthemum tenellum Radlk.
- Pseuderanthemum tetragonum Radlk.
- Pseuderanthemum teysmannii Ridl.
- Pseuderanthemum thelothrix Leonard
- Pseuderanthemum tomentellum Bremek.
- Pseuderanthemum tonkinense Benoist
- Pseuderanthemum tricolor Radlk.
- Pseuderanthemum tuberculatum Radlk.
- Pseuderanthemum ultralineare Domin
- Pseuderanthemum variabile Radlk.
- Pseuderanthemum verbenaceum Radlk.
- Pseuderanthemum versicolor Radlk.
- Pseuderanthemum viriduliflorum Bremek.
- Pseuderanthemum zollingerianum Radlk.

## Galerie

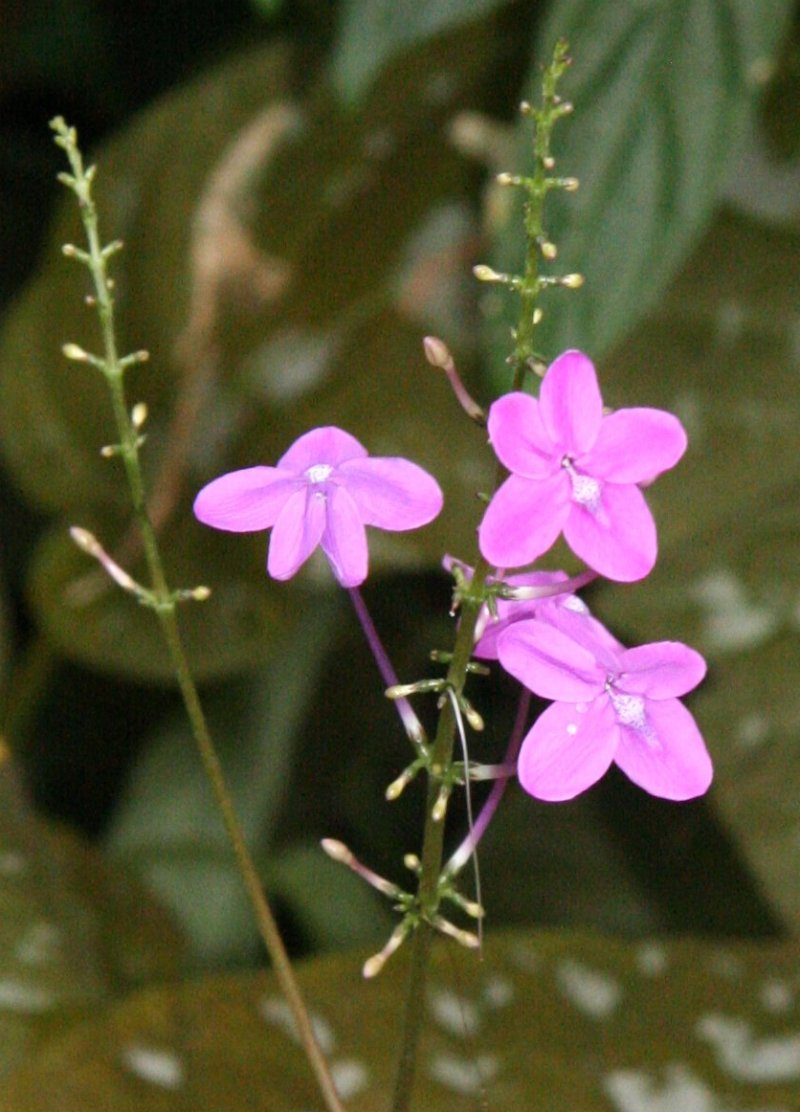
Pseuderanthemum alatum.
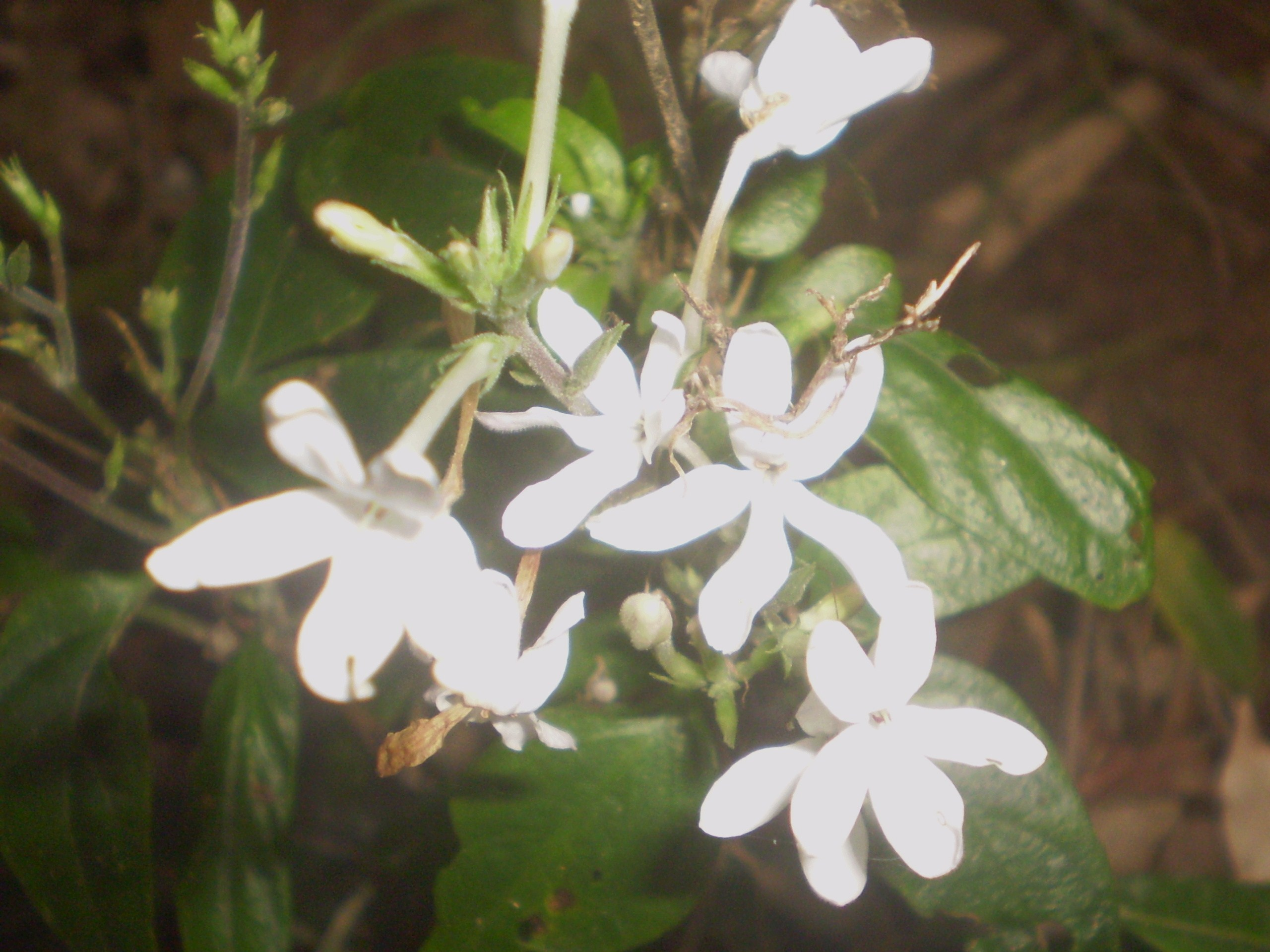
Pseuderanthemum variabile.
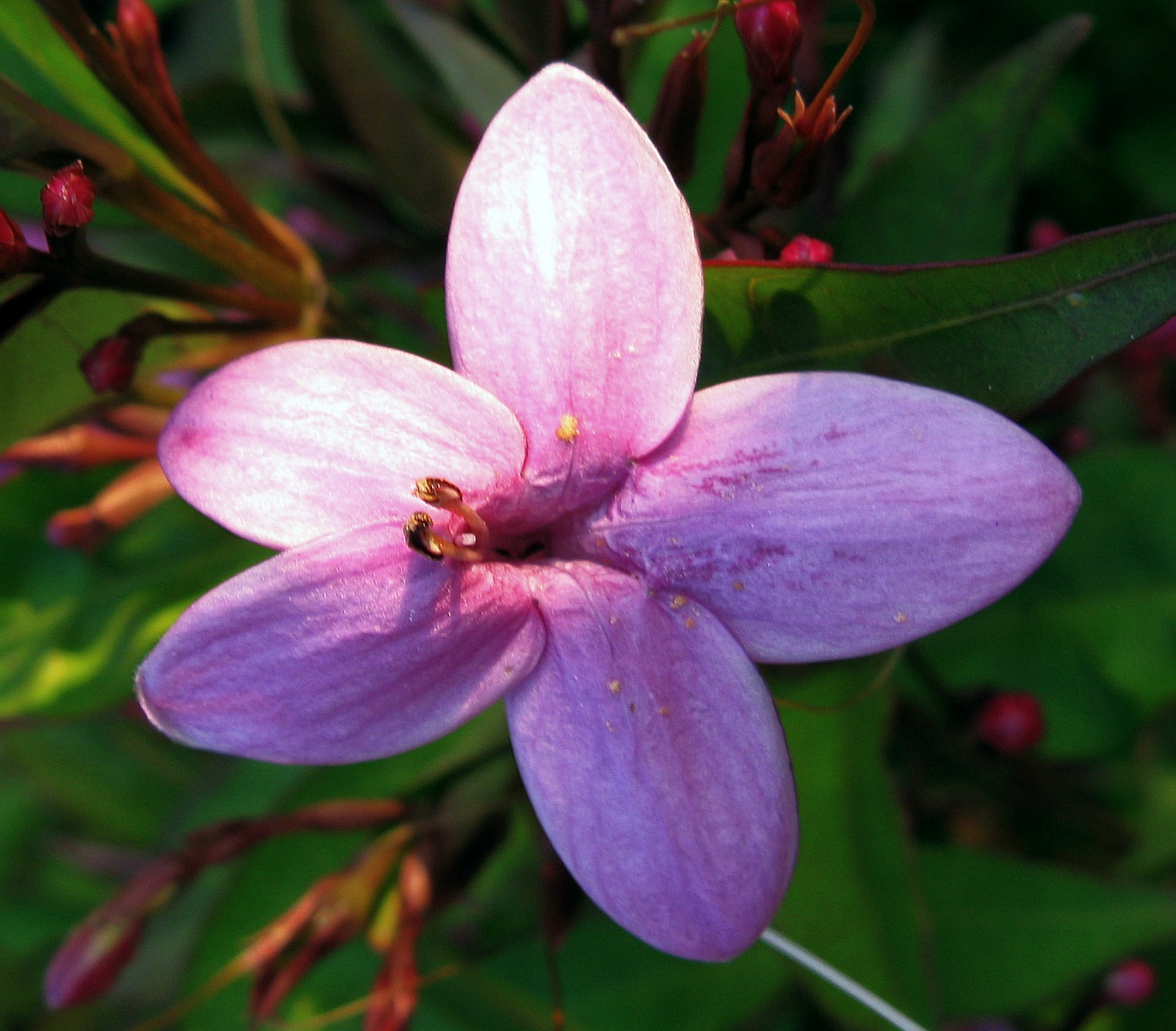
Pseuderanthemum laxiflorum.
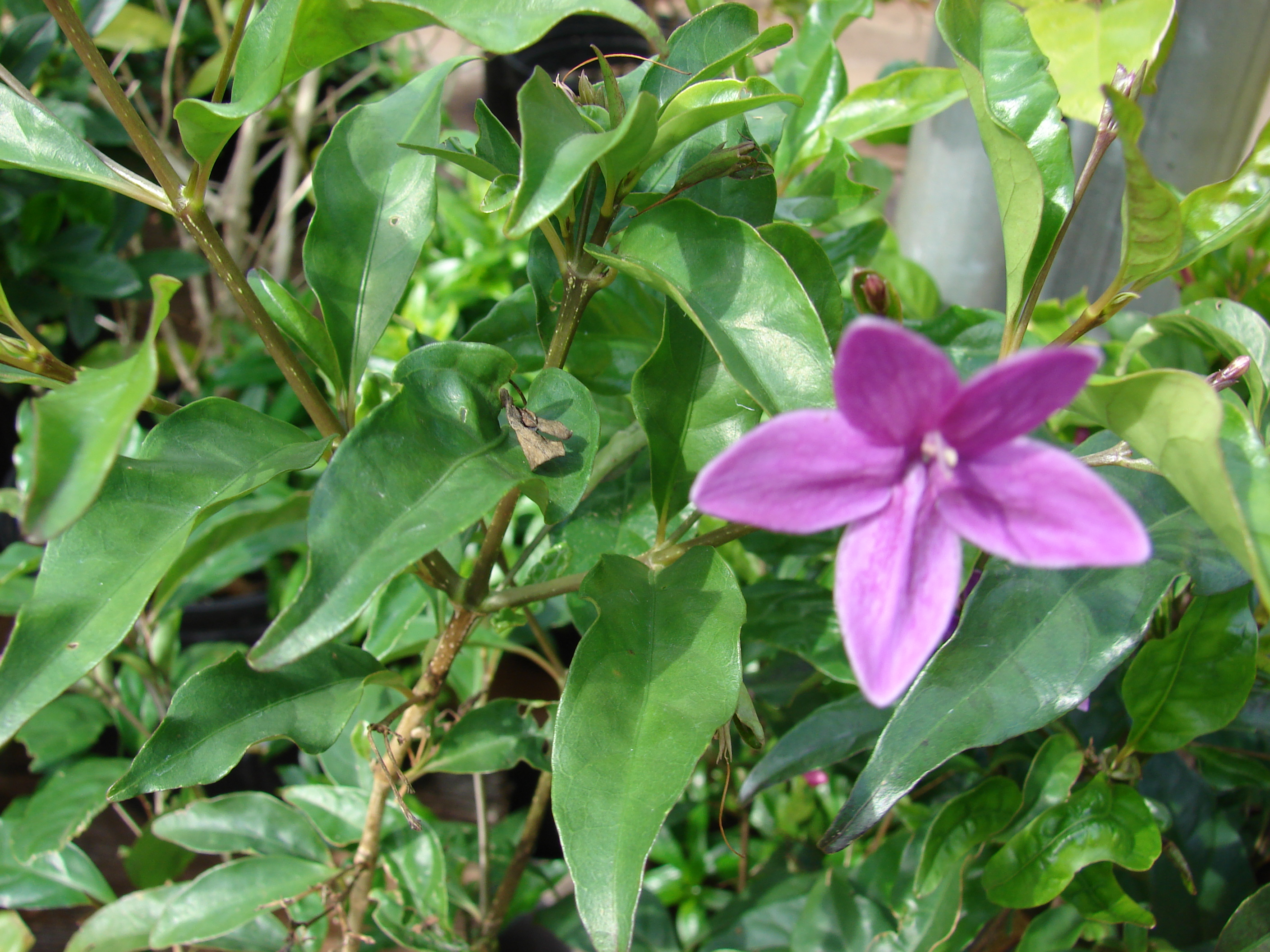
Pseuderanthemum laxiflorum.
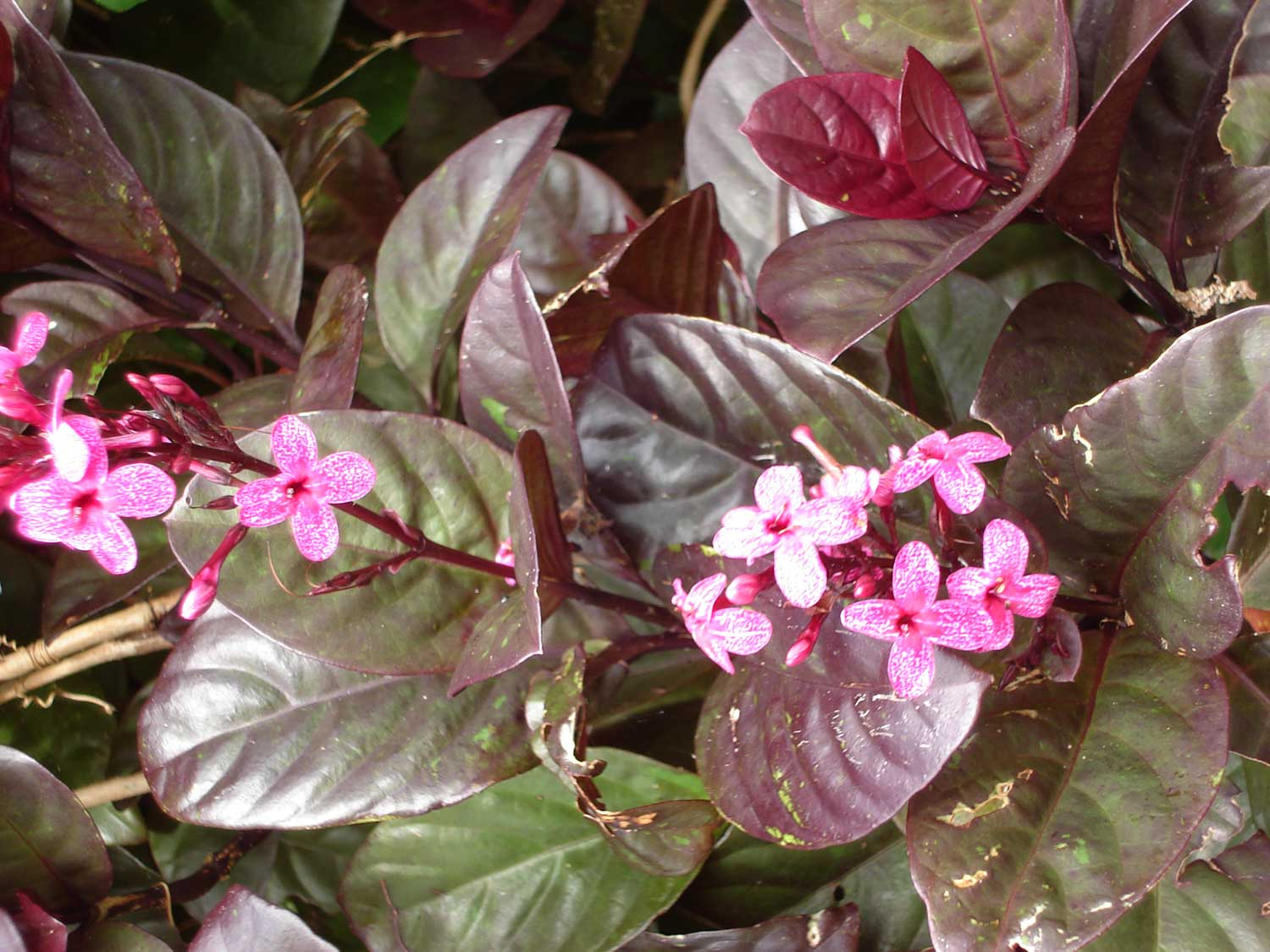
Pseuderanthemum carruthersii.